# De Beers
A De Beers a világ legnagyobb gyémánttermelő vállalatcsaládja.
A De Beerset 1888-ban, Dél-Afrikában alapították és ma nyersgyémánt felkutatására, bányászatára és kereskedelmére szakosodott vállalatokat foglal magába. A De Beers vállalatcsaládba tartozó különböző vállalatok termelik a világ gyémánttermelésének 40%-át. A De Beers a gyémántbányászat minden formájában jelen van: külfejtésben és mélyművelésű bányászatban, nagyarányú hordalékos, partmenti és mélytengeri bányászatban. A De Beers nem foglalkozik kisarányú informális bányászattal, mivel ez ritkán éri meg a hozzá hasonló méretű vállalatoknak.
A De Beers 25 országban van jelen, elsősorban a széles körű kutató tevékenységének köszönhetően, bányászattal azonban csak Botswanában, Namíbiában, Dél-Afrikában és Tanzániában foglalkozik. A botswanai bányászatot a Debswana, a namíbiai bányászatot a Namdeb nevű vállalaton keresztül látja el, amelyek az adott országok kormányaival közös (50-50%) vállalkozások. A dél-afrikai bányászat a De Beers Consolidated Mines (DBCM)-on keresztül folyik, amely a Ponahalo Investments-cel közös társaság. Tanzániában egy olyan, a tanzániai kormánnyal közös társaságon keresztül zajlik a bányászat, amelyet 75%-ban a De Beers, 25%-ban a kormány birtokol. A De Beers hamarosan megnyitja első kanadai bányáját az ország északnyugati részén.
A De Beers értékesítéssel és marketinggel foglalkozó vállalata a Diamond Trading Company (DTC), amely a világ nyersgyémánttermelésének 45%-át értékesíti. A DTC-n keresztül eladott gyémánt egy részét az orosz Alrosa gyémántbányászati cégtől vásárolják. A DTC feladata továbbá olyan hirdetőkampányok kivitelezése, amelyek megnövelik a gyémántok és gyémántból készült ékszerek iránti érdeklődést és keresletet.

## Történet

### Korai szakasz
A gyémánt évmilliókkal ezelőtt került a föld felszínére egy kimberlit nevű megolvadt kőzetben, amely megszilárdulva gyémántban gazdag csövekké alakult. Manapság a gyémánt nagy részét bányavállalatok fejtik ki a szilárd kimberlitcsövekből kis felszínt lefedő bányáikban. Idővel a csövek egy része erodálódik, és a felszabaduló gyémánt messzire sodródva alacsony koncentrációjú lerakódásokat képez a folyómedrekben. Ezek kibányászása általában nem gazdaságos a bányavállalatok számára, ezért az emberek egyedül vagy kis csoportokba verődve ássák ki ezeket a gyémántokat egyszerű eszközök használatával.
A gyémántra először Indiában találtak rá, majd később Brazíliában folyóhordalékban leltek rá. Az első igazolt afrikai gyémántlelet 1866-ban került elő a dél-afrikai Oranje folyó partján. Ennek a gyémánt Heuréka-gyémánt (Eureka diamond) lett a neve. Három évvel később, ugyanehhez a folyóhoz közel egy nagyobb gyémántot is találtak, amely a Dél-Afrika csillaga (Star of South Africa) nevet kapta. Ez akkora érdeklődést keltett a gyémánt iránt, hogy elkezdték megrohamozni a térséget. A De Beers története szorosan összefonódott az első dél-afrikai gyémántok felfedezésével.
1869 és 1871 között folyami ásások folytak az Oranje és a Vaal folyó közelében fekvő Klipdriftben. Később több jelentékeny belföldi gyémántlelőhelyet is felfedeztek, köztük a Vooruitzigt farm gyémántjait, amely két testvér, Johannes Nicholas de Beer és Diederik Arnoldus de Beer tulajdonában volt. A De Beers vállalat neve tehát két testvér nevéből származik, akik annak a farmnak a birtokosai voltak, ahol a korai gyémántlelőhelyek egyikét megtalálták. Nem sokkal később a testvérpár eladta a földet, és megkezdődhetett a gyémántot tartalmazó kimberlit kibányászása.